# Huggerwald
Huggerwald (lokal der Huggerwald, früher auch Hoggerwald) ist ein Weiler in der Gemeinde Kleinlützel im Kanton Solothurn, Schweiz.

## Geographie und Bevölkerung
Der landwirtschaftlich geprägte Weiler Huggerwald liegt etwa 2 km südöstlich von Kleinlützel und setzt sich aus dem 
oberen Huggerwald (Lage; auch: Ober Huggerwald oder einfach Huggerwald) und
unteren Huggerwald (Lage; auch: Nieder oder Nider Huggerwald)
am rechtsseitigen Talhang der Lützel zusammen. 1904 zählte man in Huggerwald 24 Häuser mit 142 Einwohnern, die sämtlich der römisch-katholischen Konfession angehörten. Der Ortsname ist als «Waldgebiet eines Mannes namens Hugger» zu deuten.

## Sehenswürdigkeiten
In Huggerwald befindet sich eine dem Heiligen Wendelin geweihte Kapelle. Sie wurde 1887 gebaut und verfügt über rund 30 Sitzplätze. Zu ihrer Ausstattung gehören eine Darstellung der Vierzehn Nothelfer am Hauptaltar, verschiedene Statuen aus der alten Pfarrkirche von Kleinlützel von 1641 (1924 durch einen Neubau ersetzt) sowie ein im italienischen Stil gemaltes Ovalbild der «Immaculata» aus dem 17. Jahrhundert, das ursprünglich aus der Kirche von Blauen BL stammen soll. 2021 wurde die St. Wendelinskapelle von Grund auf saniert.

## Galerie

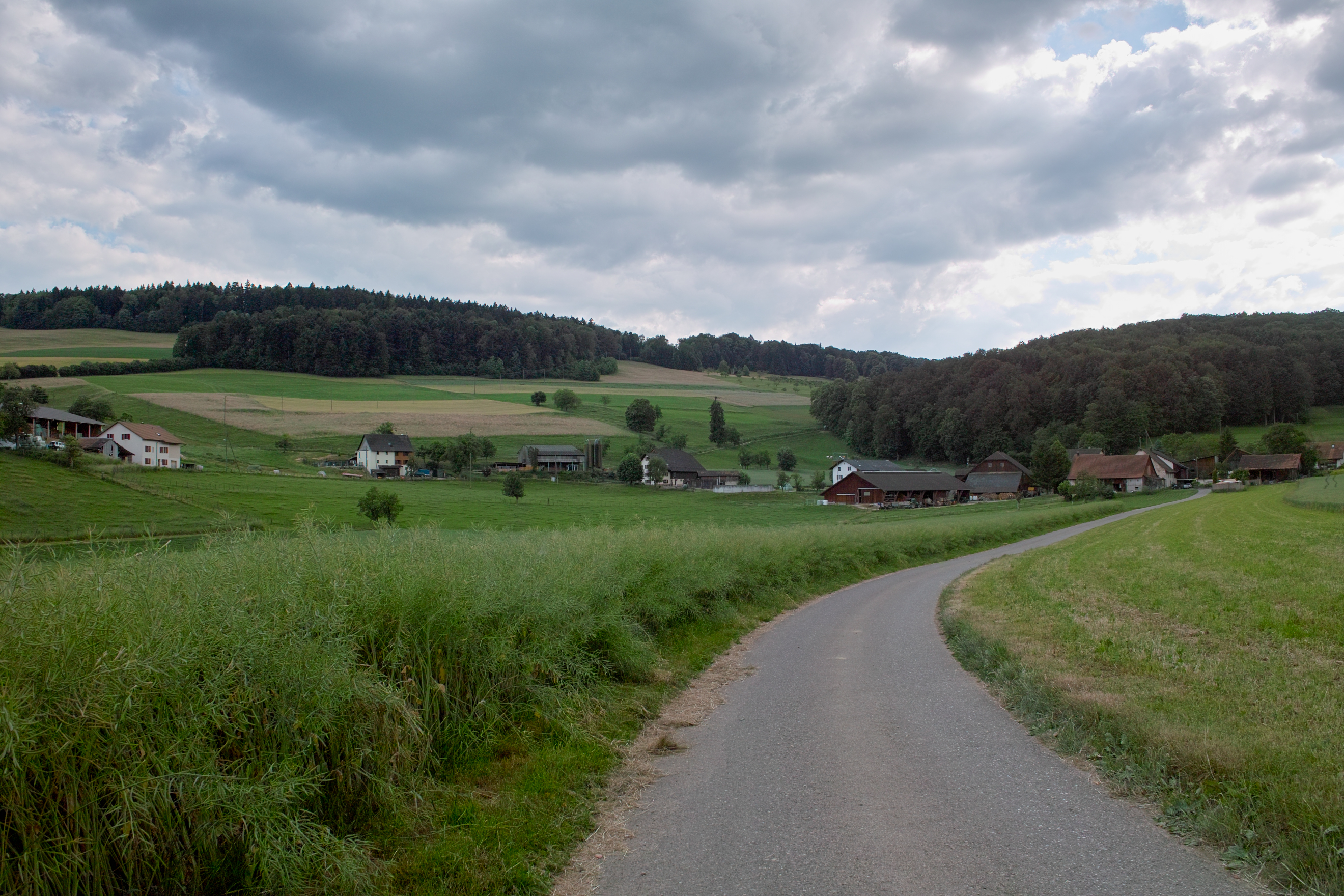
Blick auf Nieder Huggerwald
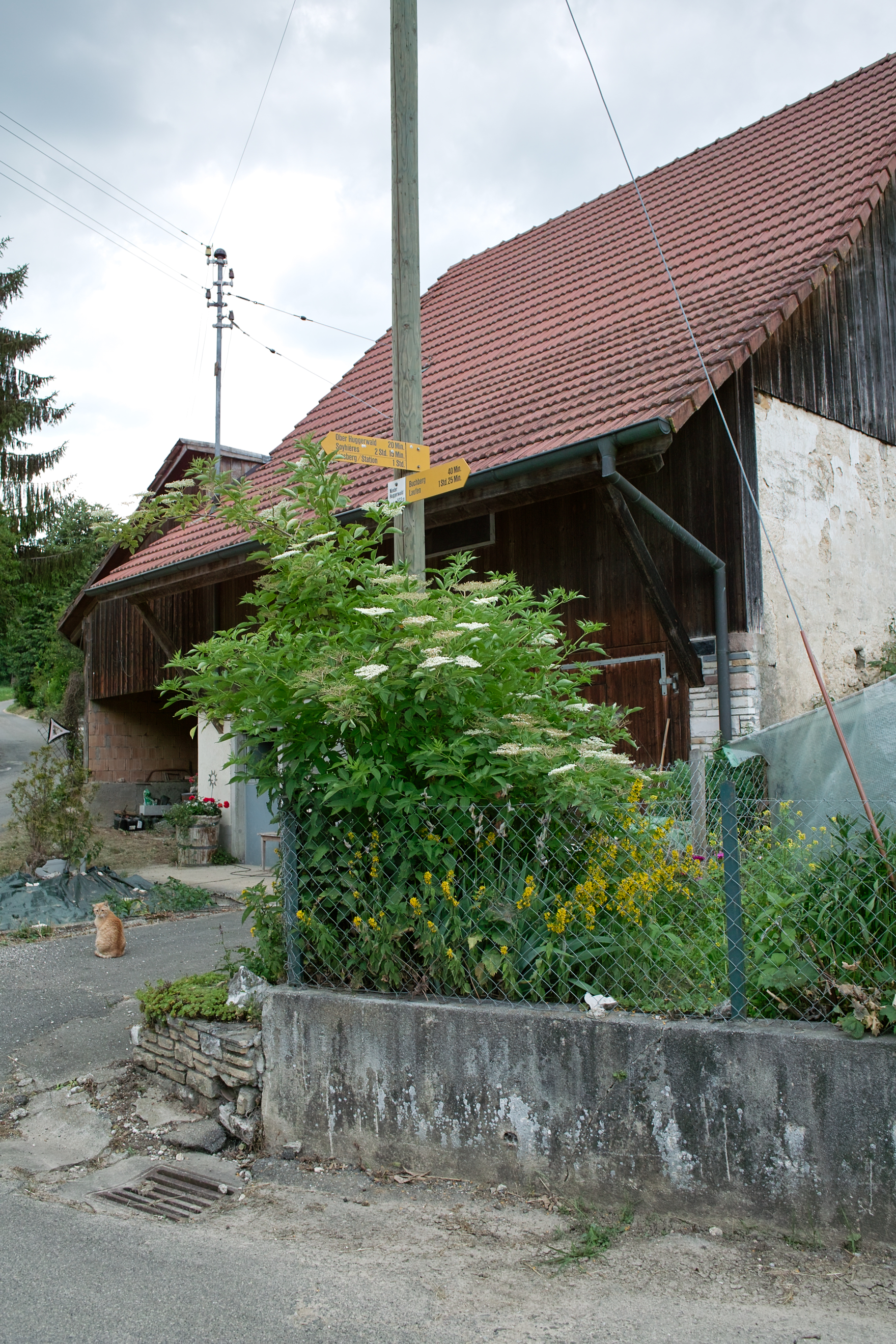
Hof in Nieder Huggerwald
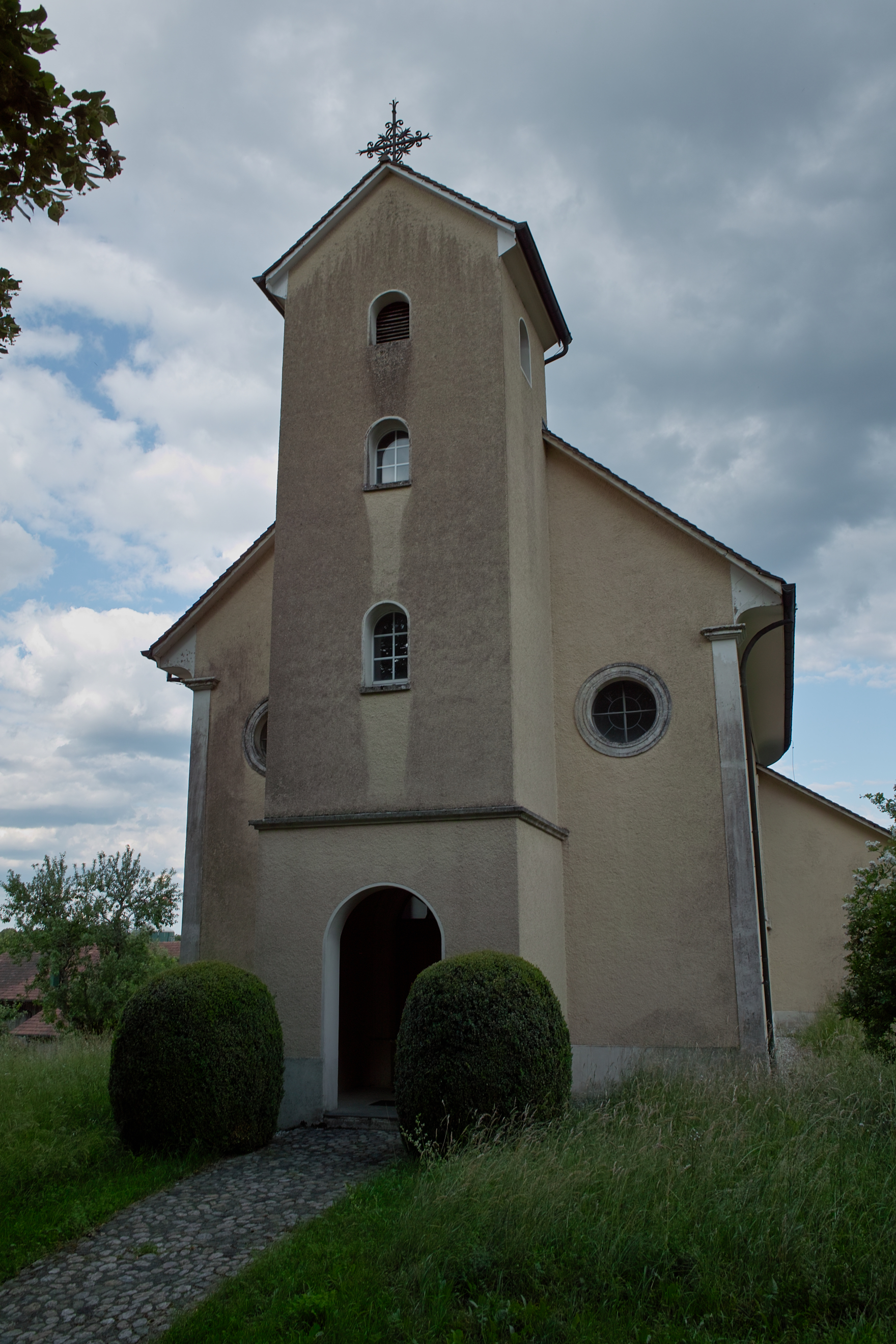
Kapelle St. Wendelin